# طاقة الرياح في إسبانيا

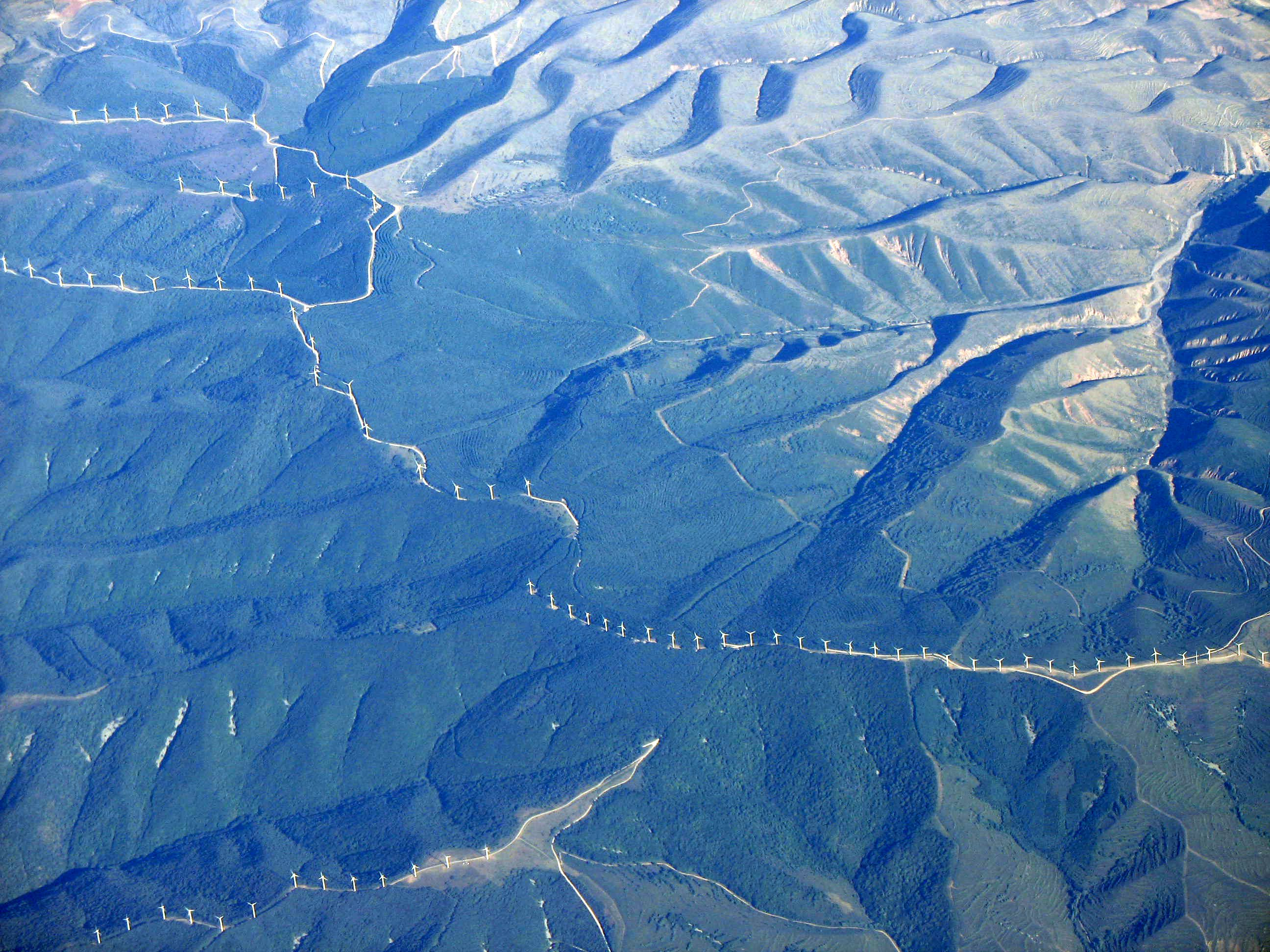
منظر جوي لمزرعة رياح في إسبانيا.

كانت إسبانيا بحلول عام 2015 خامس أكبر مُنتج لطاقة الرياح في العالم بمقدار سعة مركبة 23,031 ميغاواط (من ضمنها 11 ميغاواط سعة من النظام الريحي-المائي)، موفرًا 48,118 ساعات جيجاواط من الطاقة و19% من إنتاج البلد الإجمالي للكهرباء في تلك السنة. وقد شكَّلت طاقة الرياح في عام 2014 حوالي 20.2% من إنتاج الكهرباء الكلي في إسبانيا مما جعلها ثاني أهم مصدر للكهرباء بعد الطاقة النووية (22%) ومُتقدمةً على طاقة الفحم (16.5%)، وكانت تلك سنة مُحطمة للأرقام القياسية لإنتاج الكهرباء القابلة للتجديد. وكانت طاقة الرياح في سنوات سابقة تُغطي حوالي 16% من الطلب عام 2010، و13.8% عام 2009 و11.5% عام 2008.
بعد تداعيات الأزمة المالية في عام 2009 والضوائق المالية للاقتصاد الإسباني في الفترة التي تلت عمليات النصب الجديدة لتوربينات الرياح الجديدة، بقيت التوربينات في حالة ركود بين عامي 2012 و2015 وبقيت على ما يقارب 23,000 ميغاواط من السعة المركبة للفترة بأكملها. وبينما أجَّلت إسبانيا التوسع استمرت بلدان رائدة أخرى في العالم بالتوسع أو الإسراع في تنصيب توربينات الرياح الجديدة وتقدمت الهند على إسبانيا بحلول عام 2015 في إجمالي المنشآت. وصُنفت إسبانيا اعتبارًا من نهاية عام 2015 بالمرتبة الخامسة عالميًا بالسعة المركبة لطاقة الرياح.
يتفوق توليد الطاقة بالرياح في الأيام العاصفة جميع المصادر الكهربائية الأخرى في إسبانيا؛ وكانت طاقة الرياح تُغطي نسبة 70.4% من الكهرباء المستهلكة في شبه الجزيرة الإسبانية، وذلك بتاريخ 21 نوفمبر 2015 في الساعة 4:50 صباحًا. وحققت طاقة الرياح رقمًا قياسيًا سابقًا في إنتاج الكهرباء بتاريخ 6 فبراير عام 2013، واصلةً لذروة لحظية بمقدار 17,056 ميغاواط وإنتاج بمقدار 16,978 ساعات ميغاواط لكل ساعة. ووصلت ذروة السعة في نوفمبر 2011 إلى 59% من الطلب على الطاقة المُوَلدة بواسطة طاقة الرياح. وتم الوصول إلى ذروات طاقة بمقدار 14.960 جيجاواط في نوفمبر عام 2010، وتسببت عاصفة رياح في نوفمبر عام 2009 بوصول إنتاجية مزارع الرياح لذروة بنسبة 53% من إجمالي الطلب على الكهرباء (11.546 جيجاواط).
كانت شركة ايبردرولا أكبر مُنتج لطاقة الرياح في إسبانيا في عام 2009، بنسبة 25.5% من السعة، وتبعتها أكسيونا بنسبة 20.9% ونيو إينيرجيا (إي دي بّي رينيوابلز) بنسبة 8.3%.

## الاتجاهات الإقليمية
ذكرت مقالة في عام 2006 بأن سعة طاقة الرياح المُراد تنصيبها في المناطق المستقلة بحلول عامي 2010-2011 هي حوالي 20,000 ميغاواط.

### نافارا
صنَّفت وكالة التصنيف الأمريكية ستاندارد وبورس في تحقيق في عام 2006 عن معايير المعيشة في أوروبا نافار التي كان مصدرها الرئيسي للطاقة المتجددة هو طاقة الرياح، وهي الأعلى من بين 17 منطقة مستقلة في إسبانيا. وكانت نافار في ذلك الوقت تُزَود بنسبة 70% من طاقتها الكهربائية من مصادر الطاقة المتجددة، ويجري استعمال حقول مزارع الرياح بشكل واسع، وكان لديها سعة 900 ميغاواط من طاقة الرياح المركبة.
تفتقر نافار إلى الطاقة الحرارية، النووية، الفحم، حقول الغاز، أو محطات توليد الطاقة الكهرومائية الضخمة، ولكنها تمتلك مصادر رياح متجددة ضخمة، والتي سعت من خلالها حكومة نافار إلى الاستغناء عن اعتمادها على الطاقة الخارجية. وقد كانت نافار تعتمد بشكل كلي على الطاقة المُستوردة حتى بدأ إنشاء واستعمال طاقة الرياح بالتقدم في عام 1996.

### غاليسيا
كانت غاليسيا الأولى على إسبانيا عام 2007 في تطوير طاقة الرياح بين المناطق المستقلة للسنة الثالثة على التوالي مع زيادة طاقة الرياح إلى 264 ميغاواط، مُتغلبة على كاستيا لا مانتا (التي تعدَّت هدف إنشائها الذي كان 1,000 ميغاواط)، قشتالة، ليون، أراغون ونافار، وبقية المناطق المستقلة المتبقية.

## البحوث
يسعى معهد حفظ الطاقة والتنويع (آي دي أي إي) أيضًا لتوسيع مصادر الطاقة المتجددة وطاقاتها لاهتمامه الكبير بتقدم كفاءة استعمال الطاقة في إسبانيا.
بدأت البحوث المعنية بإنتاج الهيدروجين من التحليل الكهربائي للماء بواسطة مزرعة رياح عام 2004 في مختبر مُنشٍأ حديثًا في جامعة نافارا العامة تحت اتفاق بين شركة إينيرجيا هيدروإيليكتريكا دي نافارا، ستيوارت إينيرجي سستمز الكندية، وستاتكرافت من النرويج. وضاعف المختبر من بيئة توليد الطاقة لمزرعة الرياح واختبر تأثيرات محلل كهربائي.
يجري البحث المكثف بخصوص قياس الرياح في منطقة الباسيتي في هيجوريويلا.

## صناعة طاقة الرياح
أظهر تقرير من عام 2005 أن قطاع طاقة الرياح الإسباني يستضيف مشاركة أكثر من 500 شركة، مع حوالي 150 مصنع لإنتاج توربين رياح ومكائنهم في المناطق الإسبانية. لوحظت أصول الصناعة الإسبانية وتم التصرف على أساسها من قبل المحللين الماليين، كما صنَّفت شركة إرنست ويونغ الأمريكية سوق الرياح في إسبانيا عام 2005 من بين الأعلى في قائمتها لـ» جاذبية البلد على المدى البعيد«. وتشمل أولئك الموظفين بشكل غير مباشر في تجهيز المكونات والخدمات، وقد وصل عدد الوظائف التي وفرتها صناعة الرياح الإسبانية أكثر من 30,000 وظيفة، وكان من المتوقع ان تتضاعف لتصل إلى 60,000 بحلول عام 2010.

### غاميسا إيوليكا
غاميسا هي شركة عالمية كبيرة مُصنعة لتوربينات الرياح، واقعة في إقليم الباسك، بحصة 13% من الطاقة المركبة في عام 2005. تُقدر الشركة الوضع الجغرافي المميز لإسبانيا كمنفعة للشركات الإسبانية المتنافسة في الساحة العالمية. تُدير غاميسا إيوليكا حاليًا مصانع في إسبانيا، الولايات المتحدة والصين. ولديها مشاريع في العديد من الأماكن في العالم مثل مصر، ألمانيا، أيرلندا، إيطاليا، اليابان، كوريا، والبرتغال. افتحت غاميسا معملًا لتصنيع مراوح مولدات توربينات الرياح في فيلادلفيا، بنسلفانيا عام 2005، مما خلق 500 وظيفة بدوام جزئي في البناء والعمليات و236 وظيفة دائمة في التصنيع؛ البناء، العمليات، وصيانة مزارع رياح غاميسا، بالتزامن مع مكتبيها في فيلادلفيا ومعمل الإنتاج، وخلق هذا 1000 وظيفة في الولاية خلال فترة 5 سنوات. وتسعى الشركة للتوسع في اليونان، تايوان، والمملكة المتحدة.

### إيكوتيكنيكا \ ألستوم ويند
تأسست شركة إيكوتيكنيكا عام 1981 وكان لها حصة بنسبة 2.1% من السوق العالمية للسعة المركبة بحلول عام 2005، مع توربينات رياح بإنتاج يصل إلى 1.6 ميغاواط. وبيعت الشركة لشركة ألستوم عام 2009 مقابل نبلغ 350 مليون يورو. ثم استمرت الشركة في تطوير توربينات الرياح؛ نُصِّبت آلة بقدرة 3 ميغاواط في مزرعة رياح تجارية عام 2009. وأُعيد تسمية الشركة عام 2010 ليُصبح ألستوم ويند. وقد طوَّرت الشركة في عامي 2011 و2012 نموذجًا أوليًا بقدرة 6 ميغاواط دائمي مغناطيسي دون تروس للاستخدامات خارج البلد، بالاشتراك مع أل أم ويند باور وكونفرتيم.

### أكسيونا إينيرجي
أكسيونا إينيرجي، هي أكبر شركة عالمية مطورة لحدائق الرياح حاليًا، تعمل في أستراليا، كندا، فرنسا، ألمانيا، المغرب، إسبانيا، والولايات المتحدة. نسبت الشركة الفضل في نجاحها إلى المراحل الأولية في نافار خلال عام 1994. تضمَّن خط عملها عمليات مزارع الرياح، صناعة التوربينات، وتطوير مصانع طاقة الرياح، ونوت الشركة تنوي التوسع للصين، إيرلندا، والمملكة المتحدة.

### إيبيردرولا
كان لدى إيبيردرولا أفرع تعمل في البرازيل، فرنسا، اليونان، إيطاليا، المكسيك، البرتغال، إسبانيا، الولايات المتحدة والمملكة المتحدة، واستمرت في تطوير مزارع الرياح في أوروبا وأمريكا اللاتينية.
وتخطط إيبيردرولا اعتبارًا من عام 2008 لتطوير ستة مشاريع حقول رياح خارج البلاد مع سعة توليد مشتركة بمقدار 3000 ميغاواط في مواقع في شواطئ المقاطعات الإسبانية الأطلنطية لقادس، هويلفا ومقاطعة كاستيلون على البحر الأبيض المتوسط.